# Koninklijke Sportvereniging Waregem
Il Koninklijke Sportvereniging Waregem, meglio noto come K.S.V. Waregem, è stata una squadra di calcio di Waregem, in Belgio.

## Storia
Fondato nel 1925 come Waereghem Sportif (in francese), nel 1945 cambiò nome in Waregem Sportief (nella traduzione olandese); l'anno successivo, in seguito alla fusione con il Red Star Waregem, assunse la denominazione di S.V. Waregem.
Nel 1963 fu il primo club nella storia di Waregem a venire promosso in seconda divisione. Nel 1966 fu promosso in Division I dove rimase quasi ininterrottamente fino al 1996 (tranne due brevi parentesi in seconda divisione tra il 1972 e il 1973, e il 1994 e il 1995). In quegli anni il club vinse la coppa nazionale (1974) e la Supercoppa di lega (1982). Nell'edizione 1985-1986 della Coppa UEFA eliminò il Milan negli ottavi di finale, per essere estromesso dal Colonia in semifinale.
Nel 1996 la squadra retrocesse in seconda divisione, e nel 1999 in terza. Due anni più tardi, a causa di problemi finanziari, il club si fuse con il Zultse V.V., e da tale fusione nacque il S.V. Zulte Waregem.

## Palmarès

### Competizioni nazionali
- Coppa del Belgio: 1

1973-1974
- Supercoppa del Belgio: 1

1982
- Tweede klasse: 1

1994-1995
- Derde klasse: 1

1962-1963

### Altri piazzamenti
- Derde klasse:

Secondo posto: 1962-1963
- Coppa del Belgio:

Finalista: 1981-1982
Semifinalista: 1976-1977
- Coppa UEFA:

Semifinalista: 1985-1986